# Ágios Geórgios (Limassol)
Pour les articles homonymes, voir Agios Georgios.
Ágios Geórgios (grec moderne : Άγιος Γεώργιος) est un village de Chypre de plus de 111 habitants.